# Redon
Redon [ʁədɔ̃] ist eine französische Stadt mit 9336 Einwohnern (Stand 1. Januar 2022) im Département Ille-et-Vilaine in der Region Bretagne.

## Geografie
Redon liegt an der Einmündung des Flusses Oust in die Vilaine. Der schiffbare Canal de Nantes à Brest kreuzt hier die Vilaine und folgt Richtung Westen dem Fluss Oust und Richtung Osten dem Fluss Isac. Dadurch ist Redon zu einer bedeutenden Wasserstraßenkreuzung in der Bretagne geworden. Der Kanal hat heute aber nur mehr touristische Bedeutung.

## Geschichte

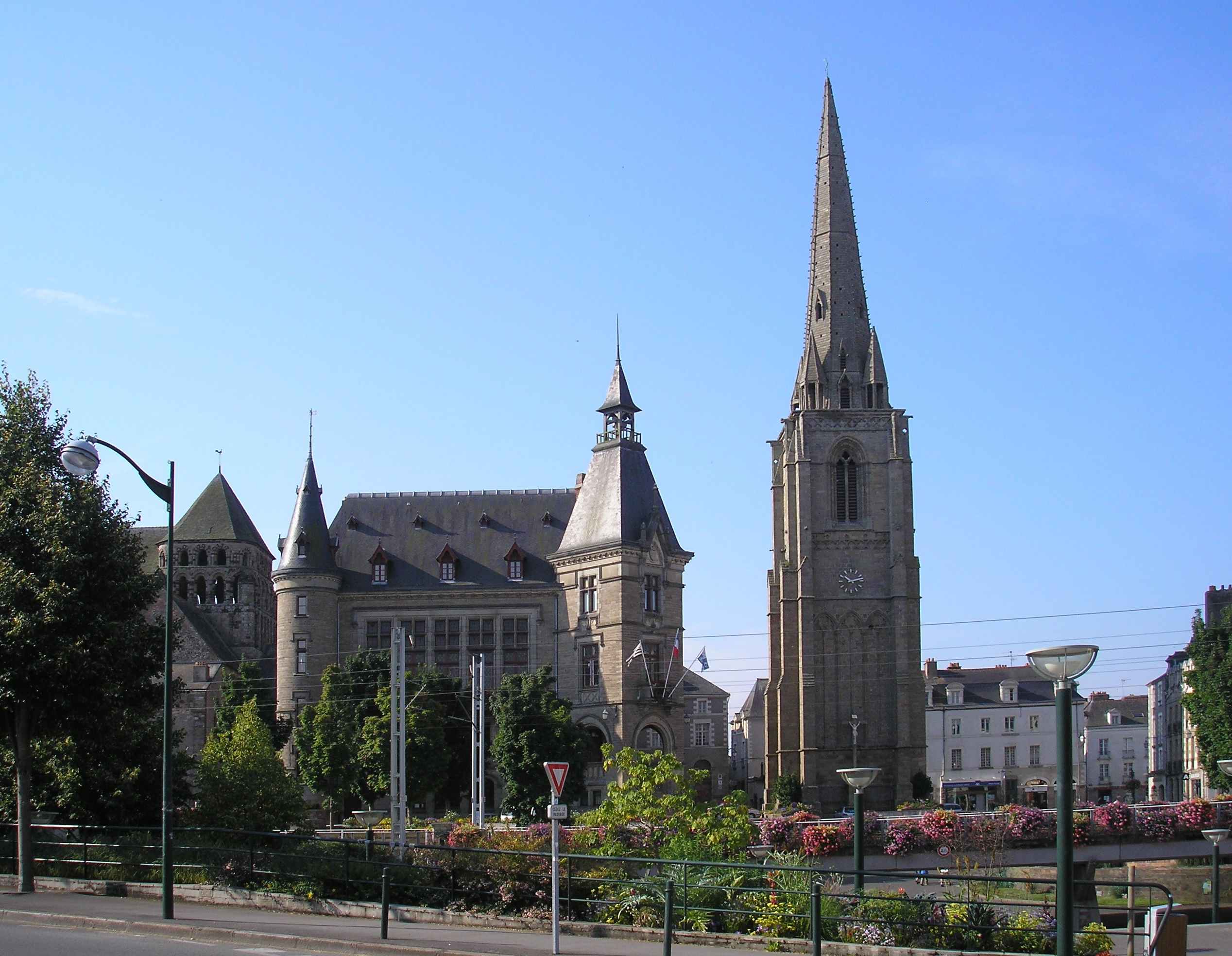
Mairie (Rathaus) und Turm der Abtei Saint-Sauveur

Im Jahr 832 gründete Conuvoion, ein bretonischer Mönch, mit Hilfe des karolingischen Kaisers Ludwigs des Frommen in Redon die Abtei von Saint-Sauveur. Um die Abtei herum entwickelte sich langsam eine kleine ländliche Gemeinde. 
Im Mittelalter profitierte die Stadt von ihrer Lage an der Vilaine, da die Handelsgüter auf Hochseeschiffen bis Redon die Vilaine aufwärts transportiert werden konnten. Dort wurden die Waren umgeladen und auf Binnenschiffen weiter Richtung Rennes, der Hauptstadt der Bretagne, befördert. Im 19. Jahrhundert erlebte Redon durch den Bau des Canal de Nantes à Brest eine weitere Blütezeit. Noch heute zeugen die alten Reederhäuser und das große Hafenbecken von seiner Geschichte als Handelshafen.

### Bevölkerungsentwicklung
| Jahr                       | 1962 | 1968 | 1975 | 1982 | 1990 | 1999 | 2009 | 2017 |
| Einwohner                  | 8876 | 9363 | 9649 | 9170 | 9260 | 9499 | 9493 | 9014 |
| Quellen: Cassini und INSEE |      |      |      |      |      |      |      |      |

## Sehenswürdigkeiten
Siehe: Liste der Monuments historiques in Redon

## Verkehr

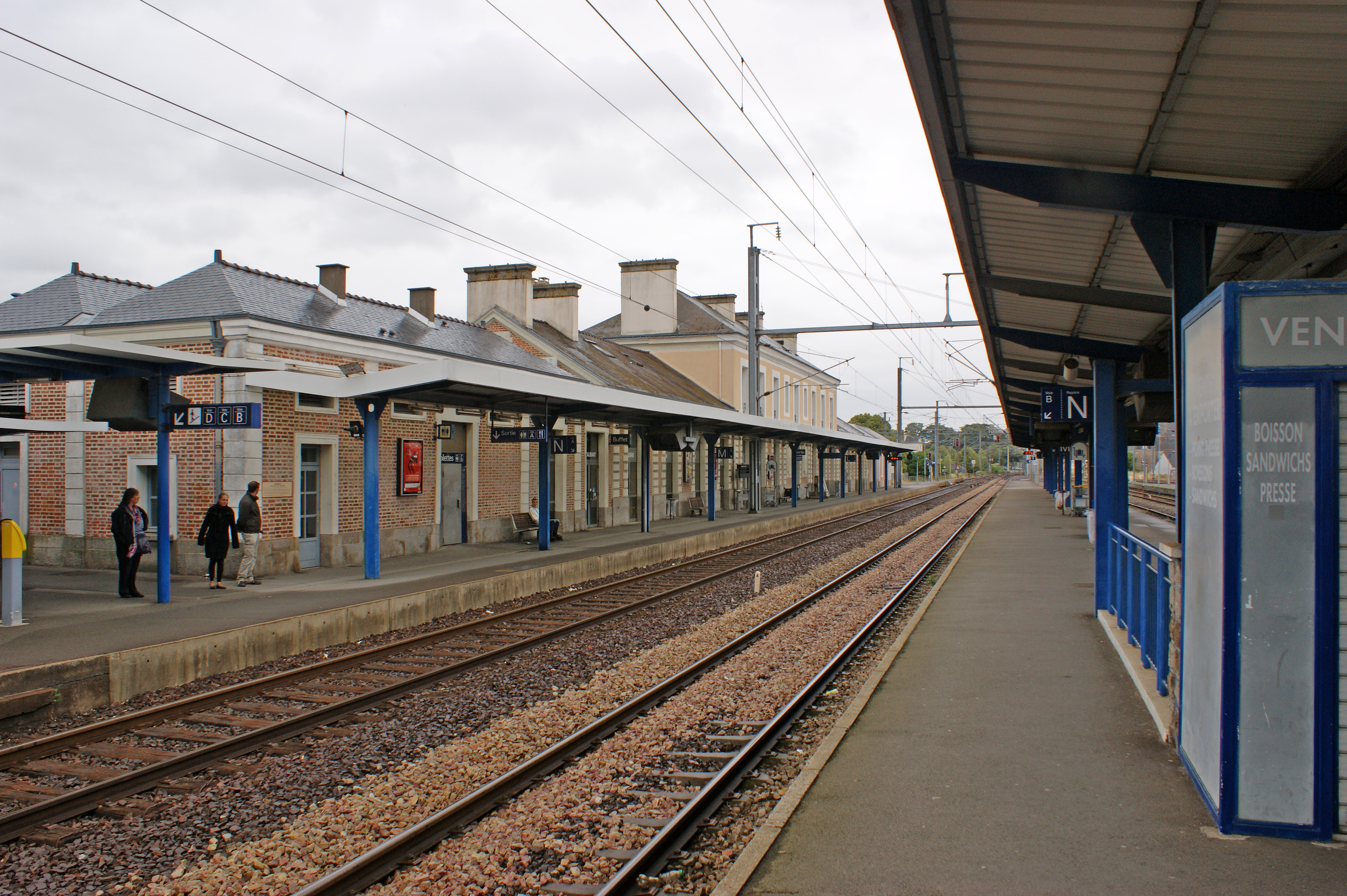
Bahnhof

Der Bahnhof Redon wurde mit der Bahnstrecke Rennes–Redon am 21. September 1862 von der Compagnie des chemins de fer de l’Ouest (Ouest) eröffnet. Fünf Tage später nahm die Compagnie du chemin de fer de Paris à Orléans (PO) den Abschnitt von Savenay über Redon nach Lorient der Bahnstrecke Savenay–Landerneau in Betrieb. Der von der PO gebaute und betriebene Bahnhof wurde gemeinsam mit der Ouest genutzt, die 1/3 der Kosten der Anlagen für Fahrgäste und Güter trug, aber nur über wenige eigene Gleise verfügte.
Aktuell wird der Bahnhof von einigen TGV-Hochgeschwindigkeitszügen der Relation Paris–Quimper und Regionalzügen des TER Pays de la Loire und des TER Bretagne bedient.

## Sport
Redon war Zielort der dritten Etappe der Tour de France 2011.

## Städtepartnerschaften
- Goch, Deutschland
- Andover, Vereinigtes Königreich

## Persönlichkeiten
- Louis Marie Levesque de Laferrière (1776–1834), General
- René-Marie-Charles Poirier (1802–1878), römisch-katholischer Bischof von Roseau
- Gustave Augustin Rouxel (1840–1908), römisch-katholischer Geistlicher, Weihbischof in New Orleans
- Arthur Bernède (1871–1937), Schriftsteller, Dramatiker, Librettist und Journalist